# André Delmas (anatomiste)
Pour les articles homonymes, voir André Delmas et Delmas.
 (juin 2016).
Si vous disposez d'ouvrages ou d'articles de référence ou si vous connaissez des sites web de qualité traitant du thème abordé ici, merci de compléter l'article en donnant les références utiles à sa vérifiabilité et en les liant à la section « Notes et références ».
André Delmas, né le 1er septembre 1910 à Montpellier et mort le 2 octobre 1999 à Paris 16e, est un anatomiste français.

## Biographie
André Delmas est issu d'une famille de médecins de l'Hérault. Il est le fils de Paul Delmas (1880-1962), professeur d'obstétrique à la Faculté de médecine de Montpellier. Il effectue toutes ses études de médecine à Montpellier, où il devient docteur en médecine en 1938, se spécialisant dans l'anatomie et l'étude des voies et centres nerveux. Il part ensuite pour Paris rejoindre le professeur Henri Rouvière, dont il sera le continuateur. En 1939, il épouse Lucile Thibon, docteur en médecine, mais la guerre suspend ses recherches en anatomie comparée qu'il effectue au Muséum national d'histoire naturelle.
En 1946, il est reçu premier à l'agrégation de médecine et est nommé à Paris où il prend la direction du laboratoire des travaux anatomiques. En 1958, il est titulaire de la chaire d'anatomie fonctionnelle et neuro-anatomique de la Faculté de médecine de Paris, dont il devient directeur en 1969, puis doyen.
En 1972, il est élu membre de l'Académie nationale de médecine et reçoit plusieurs distinctions dans de nombreux pays (membre honoraire de l'Académie de Médecine du Brésil en 1975, de celle de Belgique en 1991, docteur Honoris Causa des universités d'Athènes, de Lisbonne…). En parallèle, il inventorie et organise les quelque 6 000 pièces du Musée Rouvière, dont il est le conservateur. Il l'enrichit considérablement avec les travaux de son laboratoire. Il fonde également les Cahiers d'Anthropologie, et devient, parmi de nombreuses activités, directeur de recherches au CNRS. La plupart de ses ouvrages sont traduits dans plusieurs langues et permet à son enseignement de consolider son rayonnement international.
Il est fait officier de la Légion d'honneur en 1975 et élu président de l'Académie Nationale de Médecine en 1990. Il est le frère de François Delmas, maire de Montpellier. Son fils est Bruno Delmas.

## Ouvrages
- Voies et centres nerveux (Ed. Masson 1970)
- Topométrie crânio-encéphalique (Lavoisier 1959)
- Atlas Aide mémoire d'anatomie Humaine (Ed. Masson 1947)
- L'Anatomie humaine (PUF - coll. Que sais-je ? 1974)

Il a révisé l'ouvrage Anatomie humaine descriptive, topographique et fonctionnelle écrit par Henri Rouvière.